# Steven Runciman
Sir James Cochran Stevenson Runciman, meglio conosciuto come Steven Runciman (West Denton, 7 luglio 1903 – Radway, 1º novembre 2000), è stato un medievista e bizantinista britannico.

## Biografia
Steven Runciman nacque nella residenza di famiglia, West Denton Hall, West Denton, nei pressi di Newcastle upon Tyne. Era il figlio secondogenito del politico liberale britannico Walter Runciman (1870-1949), dal 1937 I visconte Runciman di Doxford, e di Hilda (1869-1956), attivista dell'emancipazione femminile e parlamentare per il collegio di St Ives. Il nonno materno di Steven Runciman era James Cochran Stevenson (1835-1905), imprenditore e politico, membro del parlamento per il collegio di South Shields dal 1868 al 1895. Il nonno paterno di Steven Runciman era il magnate e uomo politico Walter Runciman (1847-1937), il quale lasciò al nipote ampi mezzi economici che consentirono a quest'ultimo di dedicarsi in piena libertà ai suoi interessi accademici. 
Compì i suoi studi come King's Scholar a Eton dove strinse amicizia con George Orwell. Runciman poteva valersi della padronanza di moltissime lingue, sia antiche sia moderne: si ricorda che era in grado di parlare greco e latino all'età di cinque anni. In seguito, vi aggiunse la padronanza di molte lingue volgari europee, compreso il russo, oltre a varie lingue vicino e mediorientali. Grazie a questo, nei suoi studi sul Vicino e Medio oriente, oltre alle fonti latine e greche, fu in grado accedere, in modo diretto, a fonti arabe, turche, persiane, ebraiche, siriache, armene e georgiane. Nel 1921 venne ammesso al Trinity College della Cambridge University. A Cambridge ebbe come mentore il grande storico e libero pensatore John Bagnell Bury, del quale Runciman si definì, falsamente, "il primo e unico studente". In realtà, in un primo tempo Bury si mostrò ostile nei confronti di Runciman. Quando Runciman gli accennò della sua familiarità con il russo, Bury gli assegnò una serie di articoli bulgari da tradurre e pubblicare; fu l'inizio di una solida collaborazione. Nel 1927, in virtù dei sui lavori sull'impero bizantino, ottenne la qualifica di Fellow; dal 1931 fu Lecturer. Rassegnò le dimissioni da tale posizione nel 1938, visitando e soggiornando per periodi più o meno lunghi in Bulgaria, Egitto, Turchia e Grecia.
Durante la Seconda guerra mondiale, in modo analogo a quanto capitò a Ronald Syme (altro eccellente poliglotta), Runciman lavorò nel servizio diplomatico di Sua Maestà britannica in veste di addetto stampa presso l'Ambasciata britannica a Istanbul nel biennio 1940-1941. Al pari di Syme, anch'egli insegnò all'Università di Istanbul, dal 1942 fino al termine del conflitto mondiale, tenendovi gli insegnamenti di "Arte e Storia bizantina".

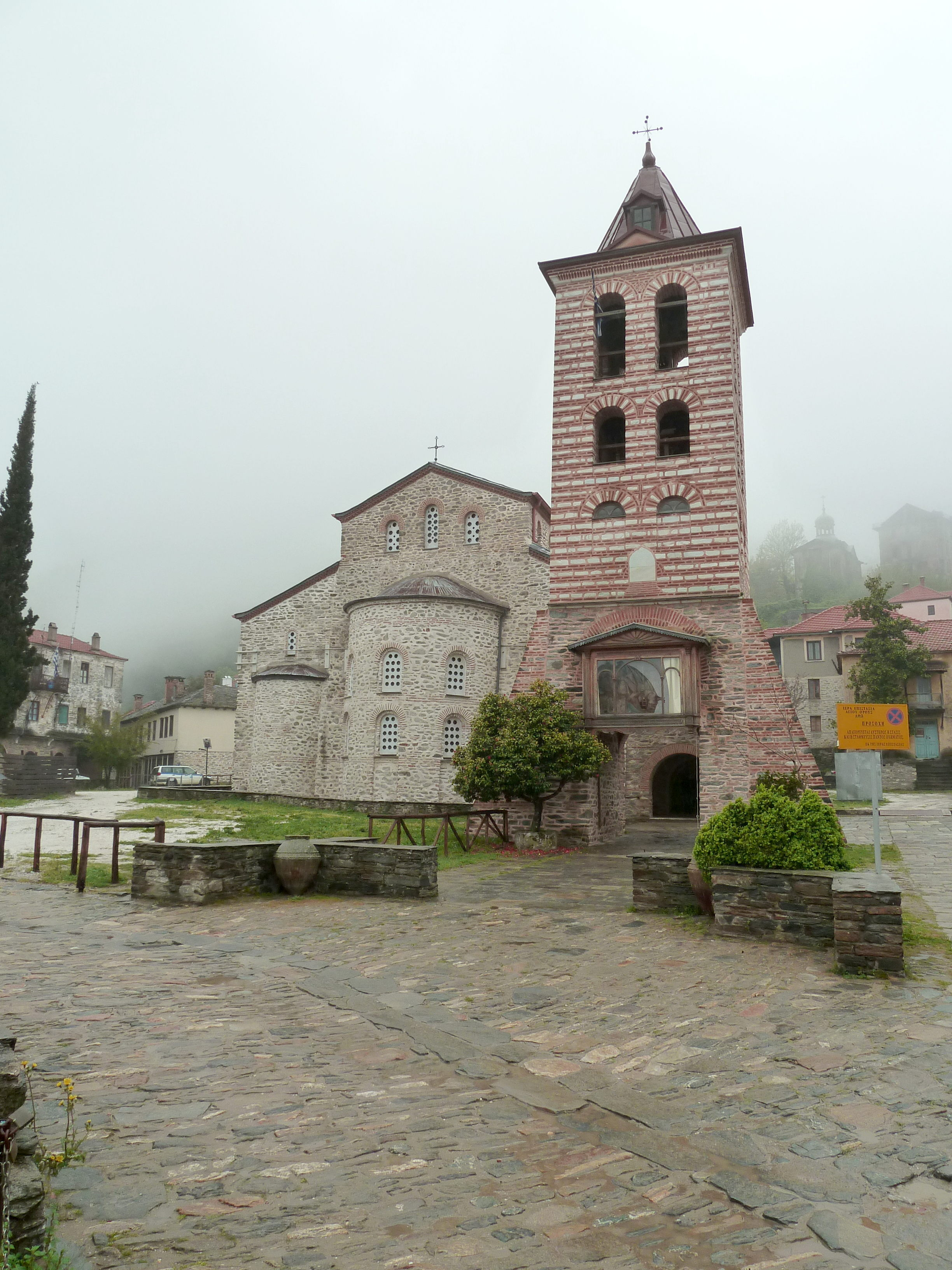
Il Protaton o chiesa della Dormizione della Madre di Dio a Karyes.

Dopo aver vissuto sull'isola di Eigg, acquistata dal pade nel 1925, Steve Runciman si trasferì nel 1966 a Elshieshields, Lochmaben, Dumfries e Galloway, che rimase sino alla sua morte suo luogo di residenza abituale.
Runciman venne eletto Fellow della British Academy nel 1957; venne nominato Knight Bachelor in occasione dei New Year Honours del 1958; venne eletto membro dell'American Philosophical Society nel 1965 e nominato membro dell'Ordine dei Compagni d'Onore nel 1984. Tra il 1993 ed il 1997 fu direttore del British Institute of Archaeology at Ankara (oggi noto come British Institute at Ankara). Nel 1997 ricevette un sostanzioso premio dalla Alexander S. Onassis Foundation, che decise di donare per la ristrutturazione della torre del Protaton di Karyes. Runciman prese parte all'inaugurazione della rinnovata struttura, utilizzata come archivio, nel luglio del 2000. Morì nel novembre dello stesso anno a Radway, Warwickshire, venendo sepolto a Lochmaben. Il Runciman Award, istituito nel 1986 e a lui intitolato, è un riconoscimento a studi in lingua inglese concernenti la storia greca.

## Opere
- The Emperor Romanus Lecapenus and His Reign (1929)
- The First Bulgarian Empire (1930)
- Byzantine Civilization (1933)
- The Medieval Manichee: A Study of the Christian Dualist Heresy (1947)
- A History of the Crusades: Volume 1, The First Crusade and the Foundation of the Kingdom of Jerusalem (Cambridge University Press 1951) (Folio Society edition 1994)
- A History of the Crusades: Volume 2, The Kingdom of Jerusalem and the Frankish East (Cambridge University Press 1952) (Folio Society edition 1994)
- A History of the Crusades: Volume 3, The Kingdom of Acre and the Later Crusades (Cambridge University Press 1954) (Folio Society edition 1994)
- The Eastern Schism: A Study of the Papacy and the Eastern Churches in XIth and XIIth Centuries (1953)
- The Sicilian Vespers: A History of the Mediterranean World in the Later Thirteenth Century (1958)
- The White Rajahs (1960)
- (EN) The Fall of Constantinople 1453, Cambridge University Press, 1965.
- The Great Church in Captivity (1968)
- The Last Byzantine Renaissance (1970)
- The Orthodox Churches and the Secular State (1972)
- Byzantine Style and Civilization (1975)
- The Byzantine Theocracy (1977)
- (EN) Mistra: Byzantine Capital of  the Peloponnese, London, Thames and Hudson, 1980, ISBN 978-0-500-25071-6. - ripubblicato col titolo The Lost Capital of Byzantium, prefazione di John Freely, Harvard University Press, 2009, ISBN 978-067-403405-1.
- Patriarch Jeremias II and the Patriarchate of Moscow (1985)
- A Traveller's Alphabet. Partial Memoirs. (1991)

### Edizioni italiane
- La civiltà bizantina, Collana Le piccole storie illustrate n.40, Firenze, Sansoni, 1960. - Ghibli, 2014, ISBN 978-88-680-1022-5.
- Storia delle Crociate (2 voll.), traduzione di E. Bianchi, A. Comba e F. Comba, Collana Biblioteca di cultura storica n.91, Torino, Einaudi, 1966.
- I Vespri siciliani. Storia del mondo mediterraneo alla fine del tredicesimo secolo, Collana Storia e Civiltà n.8, Bari, Dedalo, 1971. - Collana Bur Storia, Rizzoli, Milano, 1977.
- Il rajah bianco. La vera storia di James Brooke e della sua dinastia, traduzione di Marco Amante, Collana Storica, Milano, Rizzoli, 1977.
- La teocrazia bizantina, Introduzione e trad. di Vittorio Peri, Collana Universale, Firenze, Sansoni, 1988. - con un saggio di Silvia Ronchey, Collana Saggi, Sansoni, Firenze, 2003, ISBN 88-383-4816-2.
- I Crociati alla conquista della Città Santa. Epopea e storia della prima Crociata (1096-1099), Casale Monferrato, Piemme, 1996, ISBN 88-384-2553-1.
  -  La prima Crociata, Collana Piemme pocket, Casale Monferrato, Piemme, 2001.
- Gli ultimi giorni di Costantinopoli, traduzione di Maria Luisa Rotondi De Luigi, Casale Monferrato, Piemme, 1997  [Feltrinelli, 1968], ISBN 88-384-2719-4. col titolo Costantinopoli, ultimo atto, Piemme, Casale Monferrato, 2016.